# Venke Knutson
Pour les articles homonymes, voir Knutson.
Venke Knutson Liodden (née le 20 octobre 1978) est une chanteuse norvégienne.

## Biographie
Venke Knutson est née à Birkeland, au sud de la Norvège, dans une famille de musiciens. Elle est la plus jeune des trois filles de la famille et doit sa passion pour le chant à sa sœur ainée.
Elle commence sa carrière en 2003 avec son single "Panic" suivi de son premier album "Scared". Suivront deux autres singles ; "Scared" et "Kiss".
Venke Knutson participe au Melodi Grand Prix 2010 (concours permettant la sélection norvégienne pour le concours Eurovision de la chanson). Sélectionnée pour la finale nationale, elle ne sera finalement pas élue pour représenter son pays au concours. 

## Discographie

### Albums
| Année | Titre                       | Chart positions | Ventes                     |
| Année | Titre                       | NO              | Ventes                     |
| ----- | --------------------------- | --------------- | -------------------------- |
| 2004  | "Scared"                    | 5               | ventes en Norvège: 30 000  |
| 2005  | "Places I Have Been"        | 7               | ventes en Norvège: 20 000  |
| 2007  | "Crush"                     | 14              | ventes en Norvège: 10 000  |
| 2010  | "Smiles - The very best of" | 9               | ventes en Norvège: 10 000+ |

### Singles
| Année | Titre                       | Chart positions | Album                     |
| Année | Titre                       | NO              | Album                     |
| ----- | --------------------------- | --------------- | ------------------------- |
| 2003  | "Panic"                     | 10              | Scared                    |
| 2004  | "Scared"                    | 10              | Scared                    |
| 2004  | "Kiss"                      | —               | Scared                    |
| 2004  | "In2u"                      | —               | Scared                    |
| 2005  | "Just A Minute"             | 1               | Places I Have Been        |
| 2005  | "When The Stars Go Blue"    | 14              | Places I Have Been        |
| 2007  | "Holiday"                   | 4               | Crush                     |
| 2007  | "Walk The Walk"             | 5               | Crush                     |
| 2007  | "Win With Your Hands Down"  | —               | Crush                     |
| 2010  | "Jealous 'Cause I Love You" | 5               | Smiles - The very best of |